# Cantata BWV Anh 2
La Cantata BWV Anh 2 è una composizione di Johann Sebastian Bach.

## Storia
Composta per la XIX domenica dopo la Trinità ed eseguita forse nel 1729, di questa cantata non si conosce neanche il titolo, essendo andato perduto sia il testo che la musica. Tuttavia, il libretto potrebbe essere stato scritto da Christian Friedrich Henrici.